# Gare de Pécrot
La gare de Pécrot est une halte ferroviaire belge de la ligne 139, de Louvain à Ottignies situé dans le village de Pécrot faisant partie de la commune belge de Grez-Doiceau.

## Histoire
Le point d'arrêt Pécrot (dépendant alors de la gare de Weert-Saint-Georges) est mis en service le 1er mai 1903 par l’Administration des chemins de fer de l’État belge peu après la mise à double voie de la ligne, entre Wavre et Louvain.
Fermé durant la Première Guerre mondiale, il ne rouvre qu'en 1922.
Le 27 mars 2001, une collision frontale entre deux trains est survenue à quelques centaines de mètres de la gare de Pécrot, provoquant la mort de huit occupants des deux trains et blessant grièvement 12 autres passagers.

## Service des voyageurs

### Accueil
Halte SNCB, c'est un point d'arrêt non gardé (PANG) à entrée libre. La traversée des voies s'effectue via le passage à niveau routier.

### Desserte
Pécrot est desservie par des trains Suburbains (S) de la ligne S20 Ottignies – Louvain toutes les demi-heures en semaine, et toutes les heures le week-end.

## Comptage voyageurs
Ce graphique et tableau montre le nombre de voyageurs embarquant en moyenne durant la semaine, le samedi et le dimanche.
| Nombre de passagers qui embarquent à la gare de Pécrot | Nombre de passagers qui embarquent à la gare de Pécrot | Nombre de passagers qui embarquent à la gare de Pécrot | Nombre de passagers qui embarquent à la gare de Pécrot |
|                                                        | Semaine                                                | Samedi                                                 | Dimanche                                               |
| ------------------------------------------------------ | ------------------------------------------------------ | ------------------------------------------------------ | ------------------------------------------------------ |
| 1977                                                   | 129                                                    | 46                                                     | 17                                                     |
| 1978                                                   | 110                                                    | 32                                                     | 19                                                     |
| 1979                                                   | 114                                                    | 30                                                     | 18                                                     |
| 1980                                                   | 125                                                    | 33                                                     | 17                                                     |
| 1981                                                   | 117                                                    | 33                                                     | 12                                                     |
| 1982                                                   | 111                                                    | 32                                                     | 18                                                     |
| 1983                                                   | 114                                                    | 18                                                     | 17                                                     |
| 1984                                                   | 93                                                     | 28                                                     | 21                                                     |
| 1985                                                   | 123                                                    | 31                                                     | 19                                                     |
| 1986                                                   | 109                                                    | 34                                                     | 24                                                     |
| 1987                                                   | 115                                                    | 37                                                     | 15                                                     |
| 1988                                                   | 95                                                     | 61                                                     | 57                                                     |
| 1989                                                   | 107                                                    | 29                                                     | 32                                                     |
| 1990                                                   | 86                                                     | 48                                                     | 23                                                     |
| 1991                                                   | 90                                                     | 48                                                     | 37                                                     |
| 1992                                                   | 108                                                    | 33                                                     | 34                                                     |
| 1993                                                   | 115                                                    | 52                                                     | 31                                                     |
| 1994                                                   | 94                                                     | 52                                                     | 68                                                     |
| 1995                                                   | 98                                                     | 38                                                     | 16                                                     |
| 1996                                                   | 162                                                    | 54                                                     | 19                                                     |
| 1997                                                   | 152                                                    | 56                                                     | 18                                                     |
| 1998                                                   | 116                                                    | 60                                                     | 14                                                     |
| 1999                                                   | 123                                                    | 42                                                     | 30                                                     |
| 2000                                                   | 99                                                     | 48                                                     | 32                                                     |
| 2001                                                   | 123                                                    | 24                                                     | 16                                                     |
| 2002                                                   | 101                                                    | 22                                                     | 22                                                     |
| 2003                                                   | 131                                                    | 26                                                     | 22                                                     |
| 2004                                                   | 153                                                    | 24                                                     | 28                                                     |
| 2005                                                   | 165                                                    | 40                                                     | 37                                                     |
| 2006                                                   | 183                                                    | 76                                                     | 45                                                     |
| 2007                                                   | 148                                                    | 42                                                     | 37                                                     |
| 2008                                                   | -                                                      | -                                                      | -                                                      |
| 2009                                                   | 145                                                    | 88                                                     | 45                                                     |
| 2010                                                   | -                                                      | -                                                      | -                                                      |
| 2011                                                   | -                                                      | -                                                      | -                                                      |
| 2012                                                   | 201                                                    | 65                                                     | 36                                                     |
| 2013                                                   | 180                                                    | 54                                                     | 34                                                     |
| 2014                                                   | 186                                                    | 45                                                     | 35                                                     |
| 2015                                                   | 168                                                    | 53                                                     | 30                                                     |
| 2016                                                   | 182                                                    | 58                                                     | 44                                                     |
| 2017                                                   | 218                                                    | 51                                                     | 35                                                     |
| 2018                                                   | 218                                                    | 52                                                     | 43                                                     |
| 2019                                                   | 229                                                    | 19                                                     | 21                                                     |
| 2020                                                   | 173                                                    | 44                                                     | 34                                                     |
| 2021                                                   | -                                                      | -                                                      | -                                                      |
| 2022                                                   | 293                                                    | 89                                                     | 90                                                     |
| 2023                                                   | 256                                                    | 128                                                    | 120                                                    |
| 2024                                                   | 215                                                    | 76                                                     | 65                                                     |